# Santiago Alcanda
Santiago Jacinto Alcanda Vergara (Madrid, España, 11 de febrero de 1960), es un periodista y locutor de radio español.

## Trayectoria
Nacido en el número 11 de la Calle de Alenza del distrito de Chamberí en Madrid, se licenció en Ciencias de la Información en Periodismo de la Facultad de Ciencias de la Información (Universidad Complutense de Madrid) en 1982. Abandonó la carrera de Filosofía Pura en la misma Universidad Complutense de Madrid y realizó estudios de Guion y Realización Cinematográfica en la escuela de Jesús Yagüe y Jesús Cuadrado y de interpretación en el TAI en Madrid.
En agosto de 1978 entró en la redacción de Hoja del Lunes de Madrid donde permaneció cinco años en distintas secciones, local, deportes, cultura. Y en el suplemento Hoja del ocio inició la sección musical en 1979.
En 1980, Jaime Barella —por entonces locutor de Radio Madrid (Cadena SER) y antiguo compañero de la Universidad— le llamó para formar parte del programa El Flexo, junto a Juan Luis Cano y Guillermo Fesser. Este espacio de humor radiofónico alcanzó gran popularidad e incluso se llegó a hacer en vivo en el espectáculo “El Flexshow”.
En 1981 viajó a Los Ángeles, California, donde colaboró con distintas emisoras de radio, asistió a estrenos cinematográficos y a un montón de conciertos. La experiencia le sirvió para realizar Gorila, su primer programa propio en Radio España-Onda 2, que alternó con su presencia en El Flexo.  Después de un año y medio en la Cadena SER, Fesser, Cano y Alcanda se marcharon a Antena 3 Radio, reclamados por Manuel Martín Ferrand.
El 3 de abril de 1982 el trío inició Gomaespuma en Antena 3 Radio. Y ese mismo año, y con el nombre de El Flexo editaron el álbum “Alucinante”, producido por Jaime Barella. Los cuatro presentaron el sencillo “Por qué metes los pies en la sopa” en El gran musical de la Cadena SER. Los tres Gomaespuma no quisieron abandonar el ejercicio periodístico y se convirtieron en los reporteros de la Unidad Móvil de Antena 3 Radio. Terminaron creando el espacio Madrid Insólito, una especie de Objetivo Indiscreto radiofónico.
En junio de 1983 se creó Radio El País y en septiembre Alcanda abandonó Gomaespuma para entrar en la redacción y desempeñar funciones de informador local, deportivo y musical, a la vez. En diciembre del mismo año se estrenó en las páginas de “espectáculos” del periódico El País con un artículo sobre Tina Turner.
En 1984 y durante casi dos años, realizó su programa musical, de dos horas diarias En el Sofá, en el que mezclaba a Mozart, con Nacha Pop, Stevie Wonder y Paco de Lucía. Los domingos realizaba, junto a Carlos Llamas el espacio deportivo y de humor Libre directo, de cinco horas de duración. Fue célebre su corresponsalía en enero de 1985 en Río de Janeiro para cubrir la información del festival “Rock in Río”.
En 1986, Radio El País inició su reconversión y Alcanda fue jefe del departamento musical hasta que la emisora cambio su nombre por el de Radio Minuto. En esa época se mantuvo en la locución cinco horas diarias en la fórmula de música e información en el magazine El País actualidad, junto a Luis Fernández. En junio de 1986 Ramón Colom le llamó para escribir los guiones de La tarde de Televisión Española que presentaron Guillermo Fesser, Pastora Vega y Toni Cantó en la primera etapa y Ángeles Caso, en una posterior.
Hasta enero de 1988 siguió en el departamento de musicales de Radio Minuto y en la sección Musical de El País. Además colaboró en otras revistas especializadas, como Rock Espezial o Internacional. Participó en La historia del rock que publicó El País Semanal y en El Anuario de El País. También produjo el disco de Gomaespuma, Qué felicidad, aparecido en la Navidad de 1987.
En enero de 1988 fue contratado por Canal 10, televisión propiedad de José María Calviño, exdirector general de RTVE. Desde febrero coordinó la programación y subtitulación en castellano de los programas de Music Box, primer canal musical vía satélite y que Canal 10 repitió hasta su desaparición. Desde Londres, Alcanda continuó su colaboración con El País como corresponsal musical. Allí cubrió conciertos de Prince o el recital benéfico de Nelson Mandela en el estadio de Wembley.
De nuevo en España, acentuó su colaboración en El País Semanal con entrevistas a The Rolling Stones, Terence Trent D'Arby, Paco de Lucía, Nacha Pop, Joe Jackson, etc. Y también sus comentarios en la revista especializada Fotogramas. En abril de 1989 inició la primera etapa de Es la hora, en Radio Nacional, hasta junio, en que el programa continuó con el mismo formato en Onda Madrid. En esa época, realizó sus primeras entrevistas a diferentes personalidades políticas y literarias para revistas como Cauce y entorno de actualidad: desde el presidente de la Generalidad Valenciana Joan Lerma, pasando por la escritora Rosa Montero o el cineasta Antonio Giménez-Rico al presidente del Comité Olímpico Internacional, Juan Antonio Samaranch, con motivo de los inminentes Juegos Olímpicos de Barcelona 1992.
A finales de 1989, Alcanda volvió a Televisión Española para escribir y presentar el programa musical Klip. En ese tiempo produjo Poco seso y su mujer para el grupo Sin recursos, que fue el primer videoclip de la música española filmado en 35 mm con el realizador Javier Fesser.
Desde octubre de 1990 hasta marzo de 1992 consigue, por fin, dirigir, escribir y presentar su propio programa televisivo: Top Madrid en Telemadrid, que alternó con un programa del mismo nombre en Onda Madrid.
En junio de 1992 Alcanda se hace cargo del departamento de musicales de Onda Madrid, y reconvierte su programa en Top Madrid magazine, con entrevistas tan dispares como César Rincón, Las Virtudes, Margarita Landi, Joaquín Prats, Alejandro Sanz, Josechu Biriukov o Inés Sastre.
En verano de 1993 retomó su colaboración con El País para publicar entrevistas y comentarios tanto en el diario como en los suplementos de El País Tentaciones, Babelia y El País Madrid. En febrero de 1994 comenzó a escribir el libro “Cine entre rejas: Reflejo de la vida en la cárcel en películas occidentales”.
Entre las entrevistas realizadas para la prensa o para televisión destacan: Santiago Bernabéu, Fernando Martín, Phil Collins, El Último de la Fila, Arnold Schwarzenegger, Sting, Miquel Roca, James Taylor, Miguel Ríos, Mecano, Jerry Lewis, Álvaro Gil-Robles, Keith Richards, Status Quo, Antonio Martín, Loquillo, Rosario Flores, Manolo Tena, Christopher Cross, Ana Belén, Chrissie Hynde, The Pretenders o el director de cine Alan Parker...
En M80 Radio, presenta y dirige entre 1994 y 1995 el programa musical especializado en novedades Rock Satélite; en Los 40 el programa dramático-musical Bértigo e inicia la coordinación musical de Gomaespuma. Desde 1996 a 1998 fue subdirector de la cadena M80 Radio. Desde 1996 publica recopilaciones varias como la serie de Canciones secretas o Universal Woman. Sigue escribiendo en El País y conduce la actualidad musical en Gomaespuma en M80 Radio.

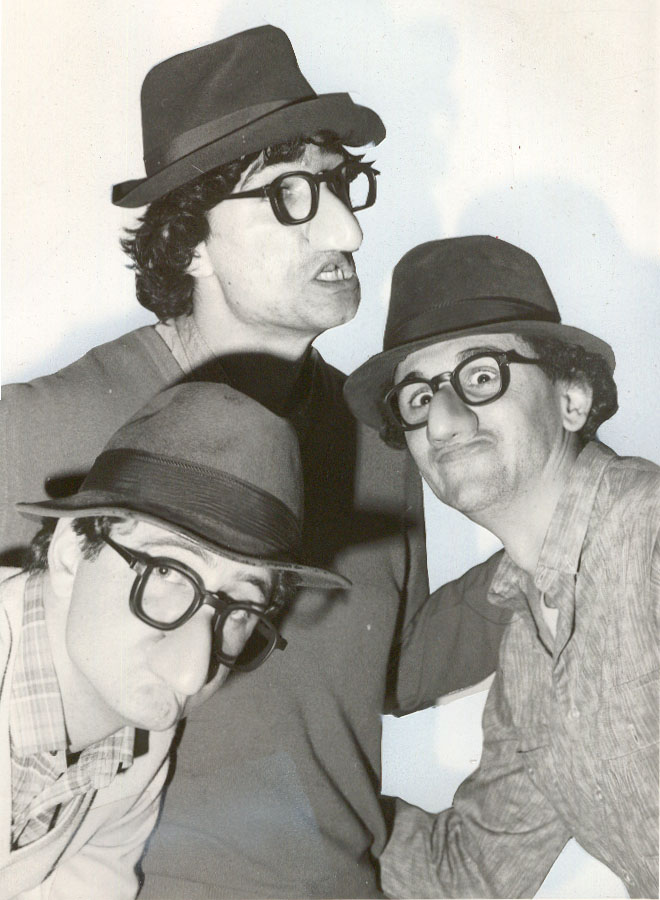
Juan Luis Cano, Guillermo Fesser y Santiago Alcanda en Gomaespuma.

De 1997 al 2000 presentó y dirigió en M80 Radio el espacio de música intimista Canciones secretas.
De septiembre de 1998 a abril de 1999 asistió a Miguel Bosé como asesor musical y guionista de Séptimo de caballería en La 1 de Televisión Española.
En febrero de 1998 dirigió en M80 Radio el programa de ocio Pall Mall FM/El Chispazo con Javier Martín, Sol Alonso y Sergio Pazos. Posteriormente este programa lo presentaron Javier Cansado y Sol Alonso. En 2002, comienza en M80 Delicatessen – Música humana para alienígenas-. También empieza a escribir en El Mundo en la sección fija de Madrid M-2 la sección musical Bando sonoro hasta julio de 2003.
En 2004 fichó por Onda Cero de vuelta a Gomaespuma como asesor musical donde permanece hasta 2007. En el mismo año dirigió y presentó el programa El comediscos para las noches de Europa FM. 
En mayo de 2006 volvió a escribir para la sección de Cultura de El País. 
En 2005 dirigió y escribió el programa El disco del año para La 1 de Televisión Española.
Alcanda ha publicado varios discos como especialista: Canciones secretas (durante tres volúmenes), Tesoros ocultos, Made in Spain (dos volúmenes 2003 y 2007). También ha producido varios álbumes benéficos a favor de las mujeres maltratadas: Hay que volver a empezar en dos volúmenes, y a favor de los niños maltratados, Infancia olvidada. Suya es la iniciativa y la producción artística de los programas televisivos especiales para ambas causas en colaboración con la productora El Mundo TV y emitidas en prime time para Antena 3 en 2001 y Telemadrid en 2003.
De manera esporádica ha impartido varios cursos a lo largo de los últimos quince años para alumnos de quinto o recién licenciados en la Universidad Pontificia Comillas. Y ha dado conferencias desde mediados de los años 1980 en múltiples foros y universidades.
En julio de 2007, Gomaespuma se despide de sus veinticinco años en la radio y Alcanda se compromete con Radio 3 de Radio Nacional de España para realizar Tresfusión, un programa de actualidad musical, de entera vocación periodística, todas las noches de lunes a viernes, de las 22 a las 00 horas. “Escuchamos música, hablamos de música... con los músicos, con los oyentes, con los discográficos pequeños y grandes, con los productores, los managers, organizadores de conciertos, festivales y todo evento relacionado con la música, incluido el cine”, cuenta Alcanda, director y conductor del programa.
A la vez Alcanda ideó, creó y arrancó No disparen al pianista para La 2 de Televisión Española en noviembre de 2007. Radio 3 estrenó el 3 de septiembre este programa que apuesta por el periodismo musical, por la música, por todas los músicos, de mil,y un géneros, sean rock, folk, funky soul, flamenco-fusión, jazz, hip hop, indies, cantautores, etc.
En septiembre de 2008, Tresfusión se convirtió en Como lo oyes dentro de Radio 3 de RNE, de 17 a la 19 horas, de lunes a jueves.  Y en septiembre de 2010, Alcanda crea Como lo oyes como niños realizado junto a niñas y niños de entre 5 y 12 años y que se emite sábados y domingos a las nueve de la mañana. Este programa duró hasta agosto de 2012.
El 9 de noviembre de 2017 se celebró el concierto benéfico Mi querida Cecilia organizado, escrito, dirigido y presentado por Alcanda a favor de la Fundación Inclusive para ayudar y concienciar a la causa del TEA, Trastorno del Espectro del Autismo. El evento se emitió en La 2 de TVE y contó con la participación de artistas de cinco generaciones de la música española: Amaral, Ana Belén y Víctor Manuel, Coque Malla y Alondra Bentley José Mercé, Diana Navarro, Sole Giménez, India Martínez, El Consorcio, Track Dogs, Rebeca Jiménez y Club del Río, María Rodés, Zenet, Javier Álvarez, Christina Rosenvinge, Marilia, etc. 
El 28 de enero de 2019, Alcanda recibió un homenaje con motivo de sus 40 años como periodista. Se celebró en la mítica sala Galileo Galilei de Madrid e intervinieron artistas y compañeros que han compartido con él la profesión en distintos medios de prensa, radio y televisión: Leiva, Amaral, Vetusta Morla, José María Guzmán, Virginia Maestro y Coque Malla, Quique González, IZAL, Track Dogs, Andrés Suárez, Los Secretos, Javier Ruibal, Zenet... Y entre los presentadores: Gomaespuma, Sol Alonso y Javier Cansado, Pedro Mercado, Antonio Moreno, Gema Hazenbein, Marta Robles, Manolo Fernández, Julio Ruiz, Fernando Martín, Melchor Miralles, Luis Francisco García, etc.
El programa Como lo oyes se sigue emitiendo desde 2007 en Radio 3 de Radio Nacional de España de lunes a viernes a las 14 horas y se sigue por streaming y podcast en RNE Audio y Spotify.